# Войска и Силы на Северо-Востоке России
Войска и Силы на Северо-Востоке России  — оперативное объединение ВМФ России.

## История
Днём образования группировки считается 14 декабря. В этот день в 1849 году, согласно Указу императора Николая I, был издан приказ начальника Главного морского штаба об упразднении Охотского порта и переноса Охотского флотского экипажа, Охотской мастеровой роты в Петропавловский Порт (ныне Петропавловск-Камчатский) и сведения их с Петропавловской флотской ротой в 46-й флотский экипаж. Также из Охотска было переведено и Штурманское училище, которое переименовали в Петропавловское морское училище. Новая группировка получила название Камчатская военная флотилия. Руководство флотилией было поручено военному губернатору Камчатки генерал-майору В. С. Завойко. С июня 1854 года 46-й ФЭ был переформирован в 47-й ФЭ. В 1855 году из-за действий объединённой англо-французской эскадры в Тихом океане было принято решение о перебазировании 47-го ФЭ в Николаевск (ныне Николаевск-на-Амуре), с этого же года 47-й ФЭ стал именоваться Сибирская военная флотилия. После окончания войны военный порт на Камчатке возобновил работу и просуществовал до Гражданской войны в России.
После гражданской войны флотилия прекратила своё существование.
В СССР Камчатская военная флотилия образована 1 декабря 1945 года приказом народного комиссара Военно-морского флота СССР.
В 1960-х годах флотилия преобразована в Краснознамённую Камчатскую флотилию разнородных сил. 30 апреля 1975 года флотилия награждена орденом Красного Знамени.
В марте 1998 года — в Войска и Силы на северо-востоке России.
Базируется на Камчатском полуострове и имеет зону ответственности прибрежный регион Тихого океана.

## Командование
Командующие флотилией
- 1945—1946 — контр-адмирал И. И. Байков
- 1946—1948 — контр-адмирал Н. И. Виноградов
- 1951—1954 — контр-адмирал Л. Н. Пантелеев
- 1954—1959 — контр-адмирал Г. И. Щедрин
- 1959—1962 — контр-адмирал Д. К. Ярошевич
- 1966—1971 — контр-адмирал Б. Е. Ямковой
- 1971—1973 — контр-адмирал В. В. Сидоров
- 1973—1978 — контр-адмирал И. М. Капитанец
- 1978—1980 — вице-адмирал Н. Г. Клитный
- 1980—1983 — вице-адмирал Г. А. Хватов
- 1983—1986 — вице-адмирал Д. М. Комаров
- 1986—1989 — вице адмирал Г. Н. Гуринов
- 1989—1993 — вице-адмирал[уточнить] Ю. И. Шуманин
- 1993—1995 — вице-адмирал В. Т. Харников
- 1995—1998 — вице-адмирал В. Ф. Дорогин

Командующие Войсками и Силами на северо-востоке
- 1998—2000 — вице-адмирал В. Ф. Дорогин
- 2000—2001 — вице-адмирал К. С. Сиденко
- 2001—2003 — контр-адмирал М. Л. Абрамов
- 2003—2006 — вице-адмирал В. Ф. Гавриков
- 2006—2009 — контр-адмирал А. В. Витко
- 2009—2012 — контр-адмирал К. Г. Маклов
- 2012—2014 — контр-адмирал В. Н. Лиина
- 2014—2018 — контр-адмирал С. В. Липилин
- с 2018 — вице-адмирал А. Ю. Юлдашев

Начальники штаба флотилии
- 1948—1949 — капитан 1 ранга С. А. Канападзе
- 1951—1957 — контр-адмирал М. Г. Томский
- 1957—1963 — контр-адмирал А. Б. Тейшерский
- 1963—1968 — контр-адмирал Ю. С. Руссин
- 1972—1976 — контр-адмирала Н. Г. Клитный
- 1984—1986 — контр-адмирал Г. Н. Гуринов
- 1986—1989 — контр-адмирал[уточнить] Ю. И. Шуманин
- 1989—1994 — контр-адмирал М. Г. Кулак
- 1994—1995 — контр-адмирал В. Ф. Дорогин
- 1995—1998 — контр-адмирал М. Л. Абрамов

Первые заместители командующего флотилией
- 1976—1979 — контр-адмирал А. И. Скворцов
- 1979—1982 — контр-адмирал Н. Г. Лёгкий
- 1987—1991 — контр-адмирал Н. Д. Закорин
- 1991—1994 — контр-адмирал В. Ф. Дорогин
- 1994—1998 — контр-адмирал М. Г. Кулак

Начальник политического отдела — член Военного совета флотилии
- 1957—1961 — контр-адмирал В. Д. Пильщиков

## Состав
Включает соединения кораблей охраны водного района, авиацию и ПВО, морскую пехоту, береговые войска и другие воинские части.
Корабли и суда
- 114-я бригада кораблей ОВР (бухта Ильичёва)
- 117-й дивизион кораблей ОВР (Завойко);
- 66-й дивизион МРК (Авачинская бухта);
- 10-я дивизия подводных лодок (Вилючинск);
- 25-я дивизия подводных лодок (Бухта Крашенинникова);
- 30-й отряд спасательных судов (Завойко);
- 32-й отряд судов обеспечения (Завойко);
- 84-я бригада судов обеспечения (Завойко);

Морская пехота
40-я отдельная Краснодарско-Харбинская бригада морской пехоты (Петропавловск-Камчатский);
520-я отдельная береговая ракетно-артиллерийская бригада
- 1036-й отдельный береговой ракетно-артиллерийский дивизион (о. Сахалин)
- 830-й отдельный береговой ракетно-артиллерийский дивизион (о. Сахалин)
- 412-й отдельный береговой артиллерийский дивизион (о. Сахалин)
- 574-й отдельный береговой ракетно-артиллерийский дивизион (о. Итуруп)
- 97-я отдельная береговая артиллерийская батарея среднего калибра (о. Итуруп)
- 789-й отдельный береговой ракетно-артиллерийский дивизион (о. Симушир)
- Дивизион на острове Кунашир
- Дивизион на острове Матуа

Авиация и ПВО
- 7060-я авиационная база ВВС Тихоокеанского флота России (Елизово);
- 216-й полк РЭБ (Озёрный);
- 1532-й зенитно-ракетный полк (Петропавловск-Камчатский);